# Hieracium venostorum
Hieracium venostorum là một loài thực vật có hoa trong họ Cúc. Loài này được (Zahn) Gottschl. mô tả khoa học đầu tiên.